# 真山明大
真山 明大（まやま あきひろ、1988年1月31日 - ）は、日本の元俳優。宮城県出身。アスタリスク最終所属。

## 経歴
- 名取市立みどり台中学校卒業。宮城県仙台向山高等学校卒業。
- 2004年、第17回「ジュノン・スーパーボーイ・コンテスト」審査員特別賞受賞。
- 2006年、ドラマ『レガッタ〜君といた永遠〜』でデビュー。
- 2008年、ドラマ『ごくせん 第3シリーズ』に出演し、3年D組の生徒である原明大の役を演じる（しかしその翌年である2009年3月に放送されたごくせん卒業スペシャルには一切出演していない）。
- 2020年9月1日 芸能界からの引退を発表[3]。
- 現在は不動産会社に勤務している[4]。

## 人物
- 家族構成は父、母、兄、姉。兄弟は3人とも仲良し。
- 特技はサッカー。高校の時、サッカー部だった。ポジションは、サイドハーフかフォワード。
- 趣味は音楽鑑賞。
- 好きな食べ物はカレーで、カレーならばレトルトでもなんでもいいらしい。あとは、チーズケーキも好きで、レアでもベイクドでもいい。
- 嫌いな食べ物はトマト。トマトソースは大好きだが、固形のトマトが苦手。
- マンガは人並みに読む。特に好きなのは『ウルトラレッド』、『ONE PIECE』、『アイシールド21』などのジャンプ系。
- 親父ギャグをよく言う。
- 好きなタイプは「純粋な子」。
- 好きなドラマは『オレンジデイズ』。
- 好きな女性の仕草は「遠慮がちなところ」。

## 出演

### テレビドラマ
- レガッタ〜君といた永遠〜（テレビ朝日、2006年） - 間山 役
- ヒミツの花園（フジテレビ、2007年） - 片岡航（高校生時代） 役
- 真夜中のマーチ（WOWOW、2007年） - アキラ 役
- 美容少年★セレブリティ（テレビ東京、2007年10月2日-12月25日） - 景 役（主演）
- ごくせん 第3シリーズ（2008年、日本テレビ） - 原明大 役
- cafe吉祥寺で（2008年9月29日 - 、テレビ東京） - 徳美秀太 役
- メイちゃんの執事（2009年、フジテレビ） - 執事・青山 役
- インディゴの夜（2010年、東海テレビ・フジテレビ） -　樹 役
- 祝女（2010年10月28日、NHK総合）
- さくら心中（2011年2月、東海テレビ・フジテレビ） - 櫛山健 役（第31話〜）
- 怪盗ハンサム（2011年7月29日、東海テレビ） - 白石塁 役
- 鈴子の恋（2012年、東海テレビ・フジテレビ） - 斎藤英一 役
- ショムニ2013 第4話（2013年8月7日、フジテレビ） - 草食系幹事 役
- 山田くんと7人の魔女 第2話（2013年8月17日、フジテレビ）
- リーガルハイ 第3話（2013年10月23日、フジテレビ）
- なぞの転校生 第8話（2014年3月1日、テレビ東京） - 園田ツトム 役
- ほっとけない魔女たち 第16-20話（2014年9月22日 - 9月26日、東海テレビ・フジテレビ） - 白石満 役
- 警視庁捜査一課9係 season10 第2話（2015年4月29日、テレビ朝日） - 遠藤修斗 役
- 釣りバカ日誌〜新入社員 浜崎伝助〜 第1話（2015年10月23日、テレビ東京） - 隆司 役
- 仮面ライダーゴースト（2016年、テレビ朝日） - アデル 役
- おかしな刑事14（2016年） - 末谷友也 役
- 日曜プライム 棟居刑事シリーズ11（2019年） ‐ 増成刑事

### 映画
- Presents〜合い鍵〜（2006年）
- 幸福な食卓（2007年）
- 口裂け女2（2008年）- 森山誠二役
- 月と嘘と殺人（2010年）- 篠原ツカサ役
- 私の奴隷になりなさい（2012年）- 僕 役
- うそつきパラドクス（2013年）- 八日堂俊介役
- 思春期ごっこ（2014年）- 水城郁夫役
- お江戸のキャンディー（2015年）- 白鳥太夫/桔梗
- 愛∞コンタクト｢おはよう、マコちゃん｣（2016年）-ユウタ役
- お江戸のキャンディー2 ロワゾー・ドゥ・パラディ(天国の鳥)篇（2017年） - 伝/白鳥大夫 役

### 舞台
- switch（2007年9月20日 - 23日） - 衛藤快 役
- フルーツバスケット（2009年2月26日 - 3月8日） - 草摩由希 役、踊る十二支
- インディゴの夜（2010年4月30日 - 6月20日） - 樹 役
- コカンセツ!（2010年8月11日 - 8月15日） - 広瀬悠太 役（主演）
- オタッカーズ・ハイ！（2011年4月5日 - 10日、テアトル BONBON） （主演）
- Life pathfinder 2011 Tour to the end（2011年8月25日 - 28、新国立劇場） （主演）
- 福吉商店+トライフルエンターテインメントプロデュース「The Radio Show Must Go On〜バレルナキケン〜」（2012年1月17日- 22日、中野ザ・ポケット）
- 陽はまたのぼりそしてくりかえす（2012年6月22日 - 24日、ワーサルシアター）
- 恋するアンチヒーロー（2012年7月18日 - 22日、テアトルBONBON） - 真中 役
- トライフルエンターテインメントプロデュース「The Radio Show Must Go On〜バレルナキケン〜再演 + 外伝公演！」（2012年8月28日 - 9月3日、中野ザ・ポケット）
- あなたが眠りにつく前に（2012年東放学園映画専門学校スタジオ Dee）
- アイスクリームマン（2012年9月25日 - 30日、TACCS1179）（主演）
- 国家〜偽伝、桓武と最澄とその時代〜（2013年3月27日 - 31日、新国立劇場小劇場）
- ポセイドンの孫とYシャツと私（2013年4月23日 - 28日、劇場HOPE）（主演）
- トライフルエンターテイメント「The Fake Time Machine Story 〜ウソヘノトビラ〜」（2013年6月26日 - 7月7日、中野ザ・ポケット）
- ニューシネマパラダイちゅ（2013年11月6日 - 10、高田馬場ラビネスト）（主演）
- MEIDO IN HEAVEN（2014年10月28日 - 11月3日、サンモールスタジオ）（主演）
- 新選組オブ・ザ・デッド（2015年5月2日 - 4日、HEP HALL） - 沖田総司 役（主演）

### テレビ番組
- フォーカード（テレビ東京、2018年4月2日 - ） - ブラックウッド 役（声の出演）

### CM
- ハウスウェルネスフーズ「C1000」（2013年4月1日 - ）

### DVD
- Holiday（2009年12月25日発売）
- TEENAGE-映画「月と嘘と殺人」スピンオフ-（2010年1月20日発売）